# Campionul (povestire)
„Campionul” (în engleză The Battler) este o povestire din 1925 a scriitorului american Ernest Hemingway.